# Аджарія

Історичний регіон Аджарія в Грузії

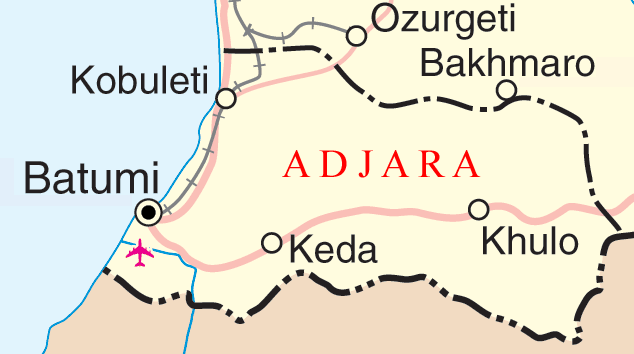

Аджа́рська автоно́мна респу́бліка, Аджарія, Аджара (груз. აჭარის ავტონომიური რესპუბლიკა) — автономний регіон у складі Грузії, розташований на південному заході Грузії, на узбережжі Чорного моря. біля підніжжя Малого Кавказу, на північний схід від Туреччини. Це важливий туристичний центр і включає друге за чисельністю населення місто Грузії - Батумі (179 185 мешканція на 2023 рік). В Аджарії проживають аджарці, субетніча група грузин.

## Демографія

#### Релігія
Після переходу Аджарії до складу Російської імперії у 1878 році відповідно до умов Берлінського договору мусульманському населенню регіону було надано можливість емігрувати до Османської імперії. Незважаючи на підтримку Російською владою місіонерської діяльності Російської православної церкви, паралельно здійснювалися заходи для здобуття лояльності місцевого мусульманського населення, включаючи будівництво мечетей, медресе та сприяння діяльності місцевого мусульманського духовенства. Як наслідок, значна частина аджарських емігрантів, відомих як "мухаджири", згодом повернулася до Аджарії.
Розпад Радянського Союзу та відновлення незалежності Грузії стали каталізаторами ісламського відродження в Аджарії.  Утім, згодом християнство зазнало значного поширення, особливо серед молоді, яка сприймала повернення до християнства як відновлення духовної спадщини, що існувала до османського завоювання.
Попри це, в Аджарії досі існують громади мусульман-сунітів, переважно зосереджені в районі Хуло. Турецьке управління у справах релігії активно здійснює свою діяльність у регіоні.  За словами Гії Нодіа, значна частина аджарців, залишаючись мусульманами, ідентифікує себе як етнічні грузини.
Хоча політична та релігійна автономія Аджарії була офіційно закріплена Карським договором 1921 року, радянська атеїстична політика значною мірою обмежила релігійну діяльність у регіоні.
Розпад Радянського Союзу та відновлення незалежності Грузії прискорили зростання християнства у регіоні, особливо серед молоді. Проте в Аджарії все ще залишаються мусульманські громади сунітів, в основному в Хулойському районі. Згідно з переписом населення Грузії 2014 року, 54,5% були православними християнами та 39,8% мусульманами. Інші були вірменами-християнами (0,3%) та іншими (5,3%).

#### Етнічні групи
Аджарці (аджари) — етнографічна група грузинського народу, що говорить на групі місцевих діалектів, відомих під загальною назвою аджарського діалекту. Письмова мова — грузинська.
Аджарці були відомі як «мусульманські грузини».  Вони офіційно називалися такими до радянського перепису 1926 року, в якому вони були зараховані до «аджарців» і нараховано 71 000 з них. Пізніше їх просто віднесли до ширшої категорії грузин, оскільки жоден офіційний радянський перепис не запитував про релігію.  У незалежній Грузії переписи не включають категорію «аджарців», а також не розрізняють етнічних грузинських мусульман та інших мусульман, таких як азербайджанці.
До етнічних меншин відносяться лази, росіяни, вірмени, понтійські греки, абхази та інші.

#### Кількість населення
За переписом 2023 року населення Аджарії складає 361 411 особи.
| Область / район-муніципалітет | 1959    | 1970    | 1979    | 1989    | 1991    | 2002    | 2014    | 2021    | 2022    | 2023    |
| ----------------------------- | ------- | ------- | ------- | ------- | ------- | ------- | ------- | ------- | ------- | ------- |
| Автономна Республіка Аджарія  | 245 286 | 309 768 | 354 179 | 392 707 | 381 500 | 376 016 | 333 953 | 354 905 | 355 462 | 361 411 |
| Батумі                        | 82 328  | 100 603 | 122 815 | 136 609 | 137 500 | 121 806 | 152 839 | 172 063 | 173 745 | 179 185 |
| Муніципалітет Кеда            | 17 204  | 19 065  | 19 232  | 19 928  | 19 100  | 20 024  | 16 760  | 16 700  | 16 612  | 16 537  |
| Муніципалітет Кобулеті        | 54 401  | 70 717  | 78 382  | 88 107  | 89 400  | 88 063  | 74 794  | 71 843  | 70 737  | 70 382  |
| Муніципалітет Шуахеві         | 20 324  | 23 196  | 23 081  | 25 113  | 17 900  | 21 850  | 15 044  | 14 936  | 14 838  | 14 753  |
| Муніципалітет Хелвачаурі      | 42 870  | 61 905  | 71 887  | 83 562  | 85 200  | 90 843  | 51 189  | 52 737  | 52 696  | 52 930  |
| Муніципалітет Хуло            | 28 159  | 34 282  | 38 782  | 39 388  | 32 400  | 33 430  | 23 327  | 26 626  | 26 834  | 27 624  |

## Економіка
В Аджарії є хороші землі для вирощування чаю, цитрусових і тютюну. Гірсько-лісиста місцевість має субтропічний клімат, тут багато курортів. Тютюн, чай, цитрусові, авокадо — провідні культури; Важливе значення має і тваринництво. Галузі промисловості включають пакування чаю, переробку тютюну, консервування фруктів і риби, нафтопереробку та суднобудування.
Столиця регіону, Батумі, є важливими воротами для відправки товарів до Грузії, Азербайджану та Вірменії, що не має виходу до моря. Порт Батумі використовується для відвантаження нафти з Казахстану та Туркменістану. Його нафтопереробний завод переробляє каспійську нафту з Азербайджану, яка надходить трубопроводом до порту Супса і звідти транспортується до Батумі залізницею. Аджарська столиця є центром суднобудування та виробництва.
Аджарія є головним центром індустрії прибережного туризму в Грузії, замінивши північно-західну провінцію Абхазія після фактичного відділення цього регіону від Грузії в 1993 році.

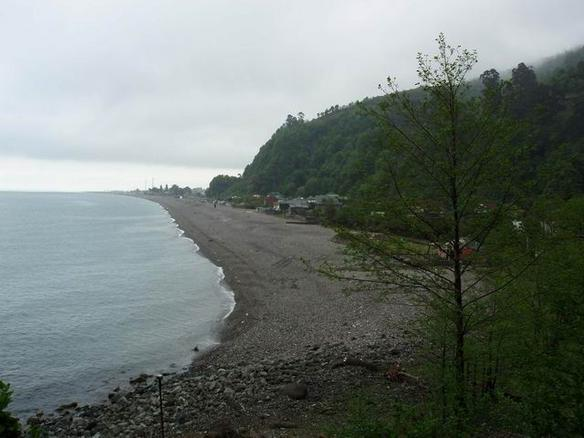
Чорноморський берег у Грузії

## Закон та влада
Статус Аджарської автономної республіки визначається законом Грузії про Аджарію та новою конституцією регіону, прийнятою після усунення Аслана Абашидзе. Місцевим законодавчим органом є Верховна Рада, яка складається з 21 члена. Глава уряду регіону — Рада міністрів Аджарії — призначається президентом Грузії, який також має повноваження розпускати збори та уряд і скасовувати місцеві органи влади з питань, що суперечать конституції Грузії. Торніке Ріжвадзе є чинним головою уряду Аджарії.

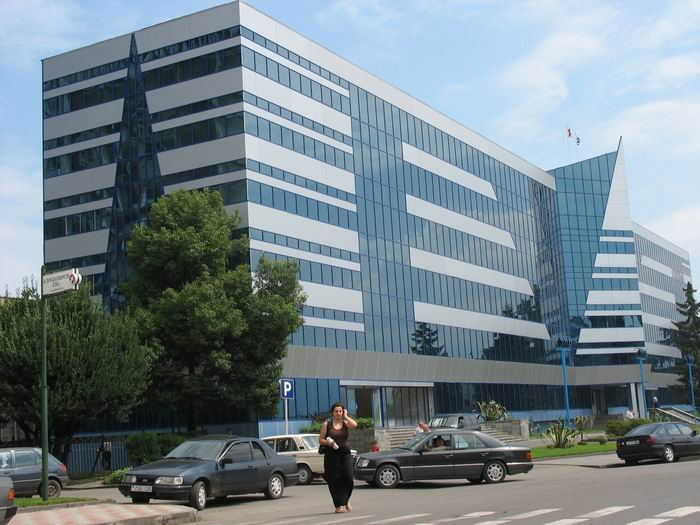
Будівля уряду в Батумі

## Адміністративний поділ
Аджарія ділиться всього на 6 адміністративних одиниць.
| Назва                        | Площа (км²) | Населення       | Населення |
| Назва                        | Площа (км²) | (17 січня 2002) | (2014)    |
| ---------------------------- | ----------- | --------------- | --------- |
| Місто Батумі                 | 65          | 121,806         | 152,839   |
| Кедський Муніципалітет       | 452         | 20,024          | 16,760    |
| Кобулетський Муніципалітет   | 720         | 88,063          | 74,794    |
| Хелвачаурський Муніципалітет | 410         | 90,843          | 51,189    |
| Шуахевський Муніципалітет    | 588         | 21,850          | 15,044    |
| Хулойський Муніципалітет     | 710         | 33,430          | 23,327    |

## Географія
Аджарія розташована на південно-східному узбережжі Чорного моря і простягається в лісисті передгір'я та гори Малого Кавказу. Межує з регіоном Гурія на півночі, Самцхе-Джавахеті на сході та Туреччиною на півдні.

### Клімат
Територія Аджарії за особливостями природних умов ділиться на дві частини — приморську і нагірну.
Приморська Аджарія відрізняється характерною для субтропічної зони високою середньорічною температурою (+14,5 °C, при цьому температура найхолоднішого місяця зими — січня — становить +6,5 °C), великою кількістю опадів (у середньому 2500 мм на рік) і сонячних днів.
У нагірній Аджарії вплив Чорного моря через гірські перешкоди послаблено, тому повітря тут відрізняється більшою сухістю. Середня висота гір — 2000—2500 м. Через Годердзський перевал (2025 м) проходить автомобільна дорога державного значення Батумі — Ахалцихе. У Хуло, на висоті 920 м над рівнем моря, середня температура в січні становить +1 °C, у липні +19 °C.

## Історія
У грузинських та візантійських джерелах Аджарія згадується з X століття, ще раніше про неї згадується у вірменських (Мовсес Хоренаці та інші).
У VI—IV століттях до н. е. була частиною західногрузинського царства Колхіда.
У IV столітті н. е. входила до складу грузинської держави Лазіки.
У VI столітті як і вся Західна Грузія була місцем боротьби між Римом та Іраном.
У VII столітті її спустошили своїми набігами араби.
У IX столітті увійшла до складу Тао-Кларджеті.
З кінця X століття була частиною об'єднаної грузинської держави. На чолі її стояли правителі провінцій — ерістави. Пізніше приморські землі сучасної Аджарії входили до складу Гурійського мтаварства.
У XI—XIII століттях сильно постраждала від набігів сельджуків та монголів.
У другій половині XVI століття більша частина Аджарії була захоплена турками.
У результаті російсько-турецької війни за Берлінським трактатом 1878 року Батумі, Карс і Ардаган перейшли до Російської імперії. З кінця 80-х років XIX століття в Батумі почала розвиватися промисловість, це був один з центрів торгівлі та промисловості російського Закавказзя. В 1898 році в місті нараховувалося більше десятка великих підприємств і близько 11 тисяч робітників, переважно в порту та на нафтових заводах. У 1897—1907 роках був збудований перший нафтопровід від Каспійського до Чорного морів — Баку-Батумі.
У квітні 1918 року турки захопили Батум, частину Гурії, Ахалцихе, Ардаган. Від грудня 1918 року по липень 1920 Аджарія окупована англійськими військами. 16 червня 1921 року була створена Аджарська АРСР в складі Грузинської РСР. У грудні 1922 року Аджарська АРСР у складі Грузинської РСР увійшла до Закавказької РФСР.

## Пам'ятки
На території автономної республіки розташовано багато пам'яток природи, архітектури та культури:
Фортеці: Петра, Тамарі, Гоніо, Хірхаті, Бегошвілі, Цивасула, Сагореті, Гулебі, Такідзе, Кавіані, Чвані, Окропілаурі Калабоін, Мтісубані, Вардіціхе, Ччутунеті, Короліставі, Вежа Аламбрі, фортечна стіна Нігазеулі.
Церкви: Церква Схалті, Насакудрал Ванадзесів, Церква Верні, Церква Тхілвані, Церква Тшкоморіс, Церква Квахіді Сері, Собор Вознесіння Нініфоні, Церква Тетросан, Архангел Какуті, Собор Хінос.
Мечеті: Мечеть Ахмеда-паші, Мечеть Муфтія, Мечеть Зіє, Мечеть Орта-Джаме.
Мости: міст Махо, міст Махунцеті, міст Дандало, міст Фуртіо, сухопутний міст, міст Цхемлар, міст Чхері, міст Зварія, міст Басрімелі, міст Цхемвані, міст Чамахісурі, міст Чвані.
Батумський ботанічний сад

## Відомі люди

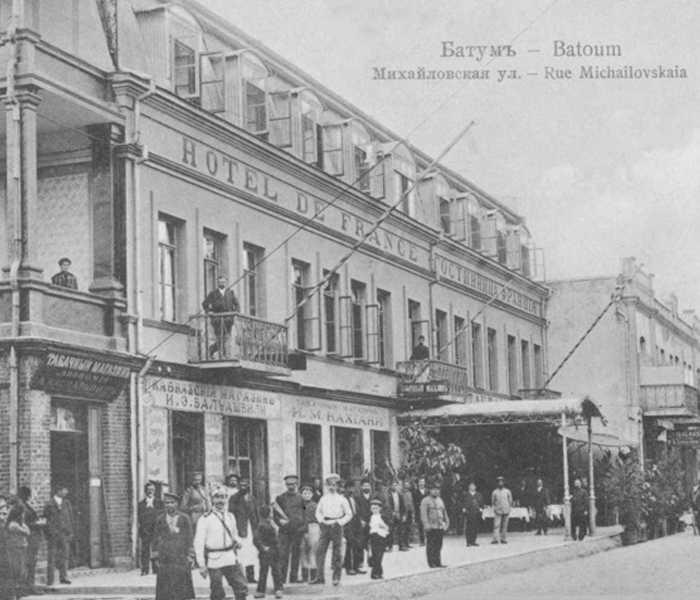
Батумі в 1900 р.

- Тбелі Абусерісдзе (1190–1240), Грузинський письменник та вчений.
- Софо Халваші (народилась 31 травня 1986), грузинська співачка.
- Селім Хімшіашвілі (3 червня 1815), паша політичних відносин Османської Імперії та Росії в 1802 р.
- Ахмед-Паша Хімшіашвілі (помер в 1836 р.), великий паша Османської Імперії.
- Мемед Абашідзе (1873-1937), політичний лідер мусульман в Грузії.
- Аслан Абашідзе (народився в 1938 р.), регіональний лідер у вигнанні.
- Зураб Ногаїделі (народився в 1964 р.), минулий прем'єр-міністр Грузії.
- Леван Варшаломідзе (народився в 1972 р), голова Аджарського уряду, 2004-2012.

## Традиційні свята

### Селімоба
Селімоба проходить у селі Бако Хулойського муніципалітету 3 липня та присвячена пам'яті Селіма Хімшіашвілі. У рамках фестивалю відбувається концерт за участю місцевих самодіяльних колективів та виставки виробів народних промислів. Його підтримує Міністерство освіти, культури та спорту Аджарії.

### Шуамтоба
Шуамтоба («міжгірське свято») — традиційний фестиваль, який проводиться на літніх гірських пасовищах двох муніципалітетів (Хуло та Шуахеві) у перші вихідні кожного серпня. Проводяться кінні стрибки, виставка народних промислів та концерт за участю фольклорних ансамблів.

### Мачахлоба
Мачахлоба – свято ущелини Мачахела, що проводиться у другій половині вересня. Це традиційне свято, яке відзначається в ущелині Мачахела Хелвачаурського муніципалітету. Фестиваль розпочинається біля пам'ятника гвинтівці Мачахела (у місці злиття річок Мачахела та Чорохи), триває у селі Мачахіспірі та закінчується у селі Зеда Чхутунеті.

### Колхоба
Колхоба — стародавнє лазське свято. Воно проводиться наприкінці серпня або на початку вересня у селі Сарпі Хелвачаурського району. Історія аргонавтів виконується на сцені під час фестивалю.

## Галерея

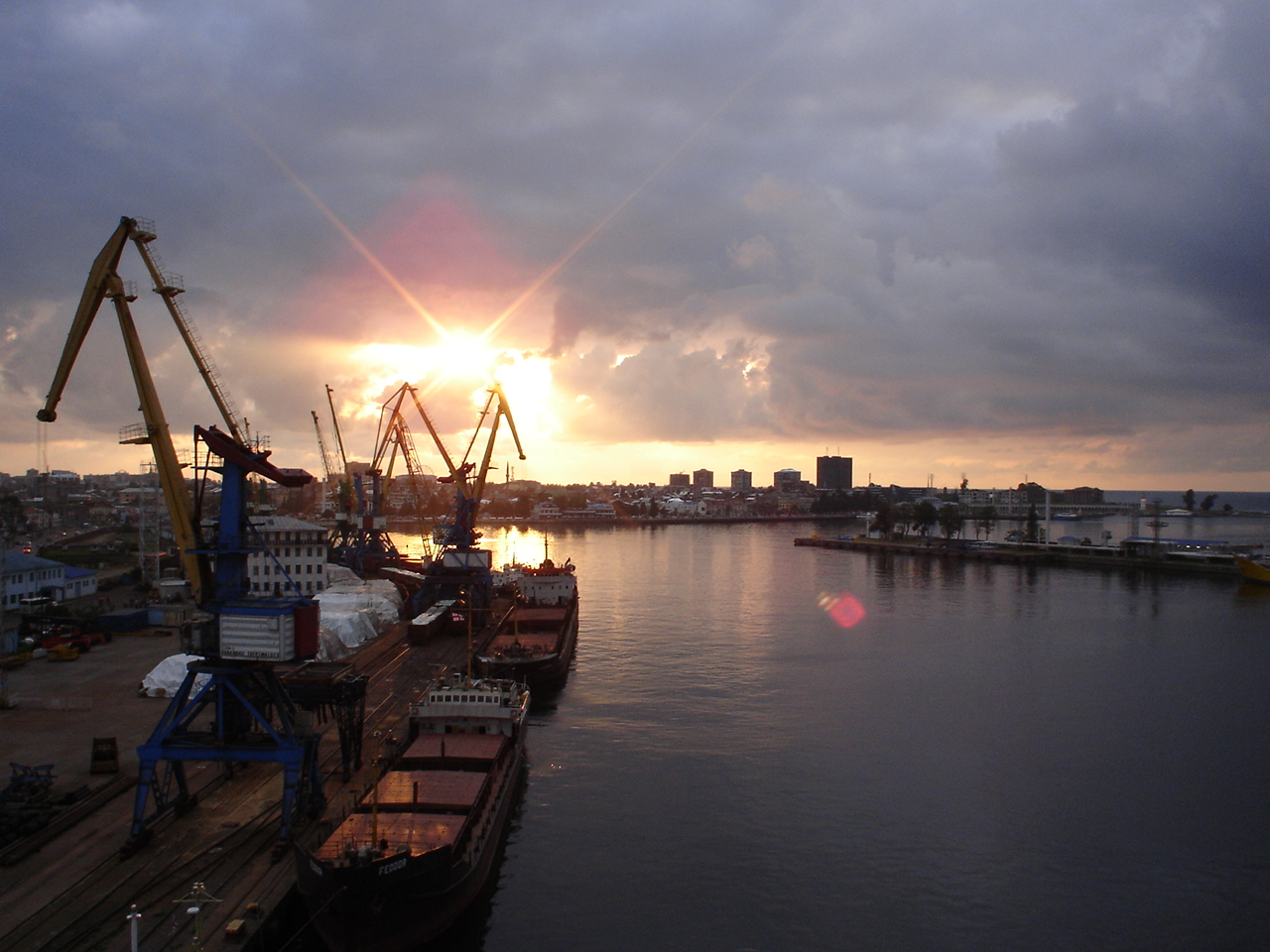
Порт Батумі
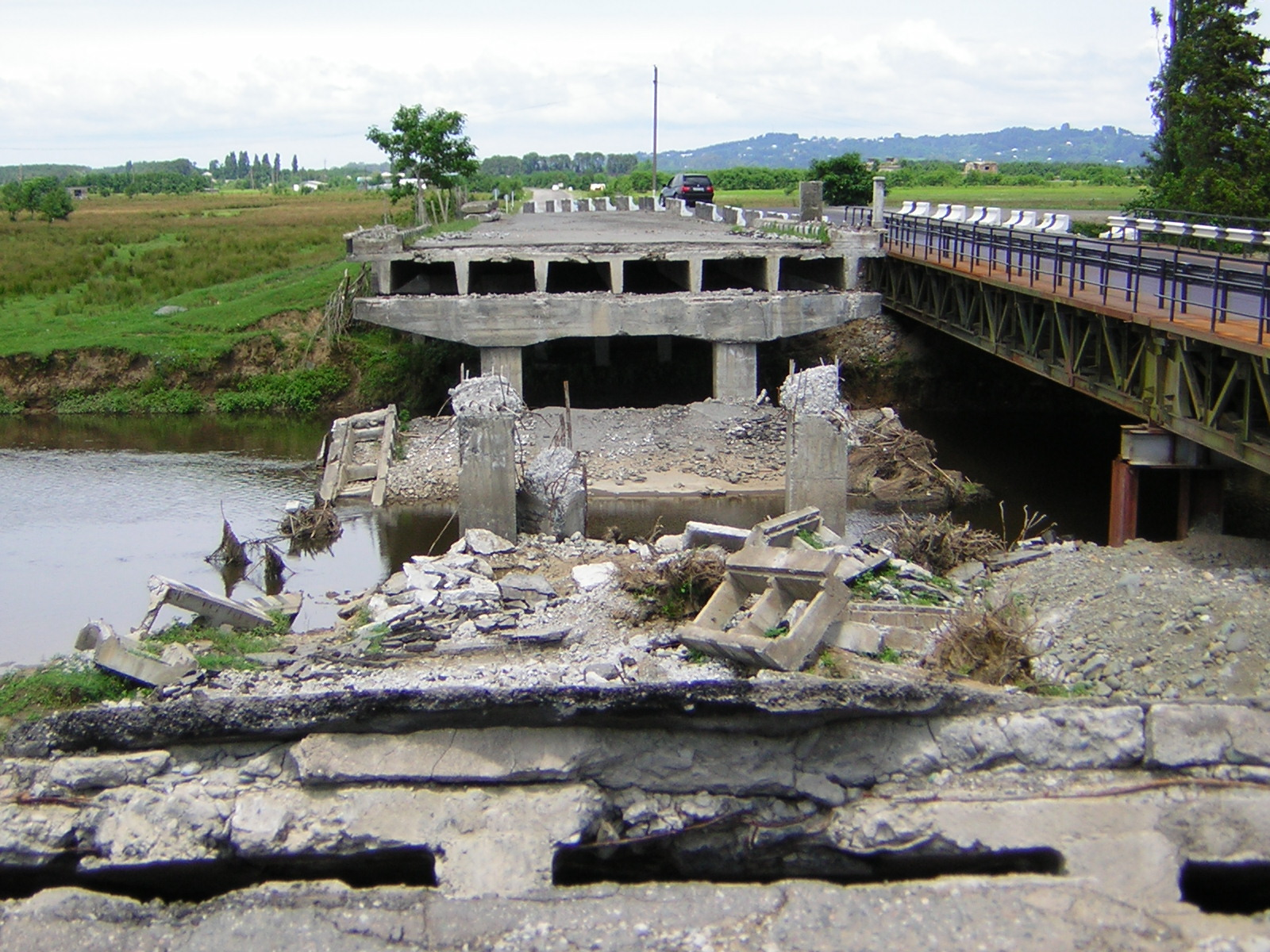
Міст над Чолокі
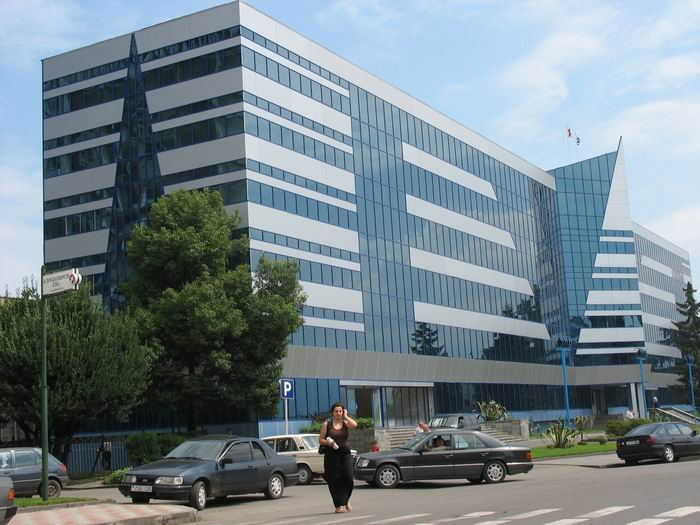
Рада Міністрів Аджарії
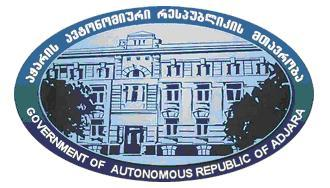
Емблема уряду Аджарії
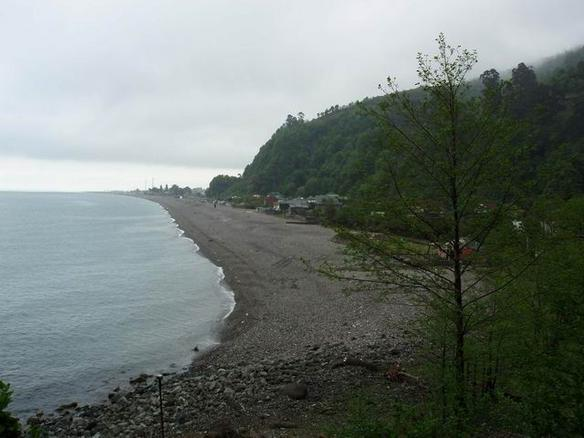
Кваріаті
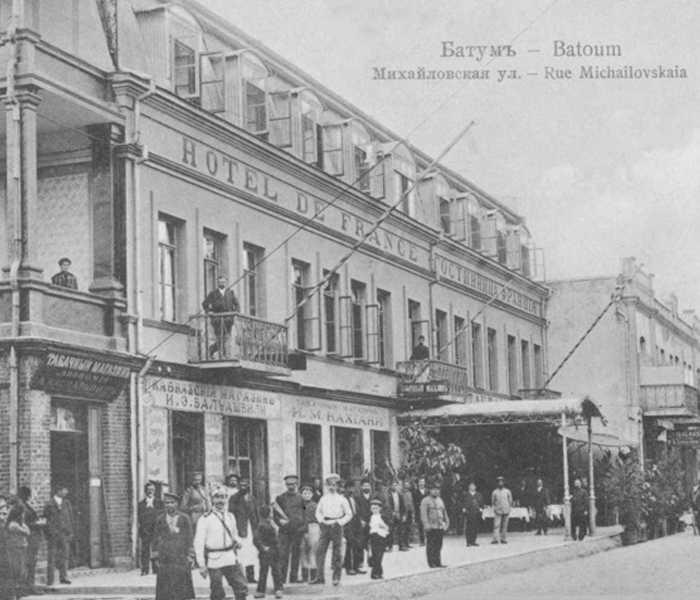
Батумі
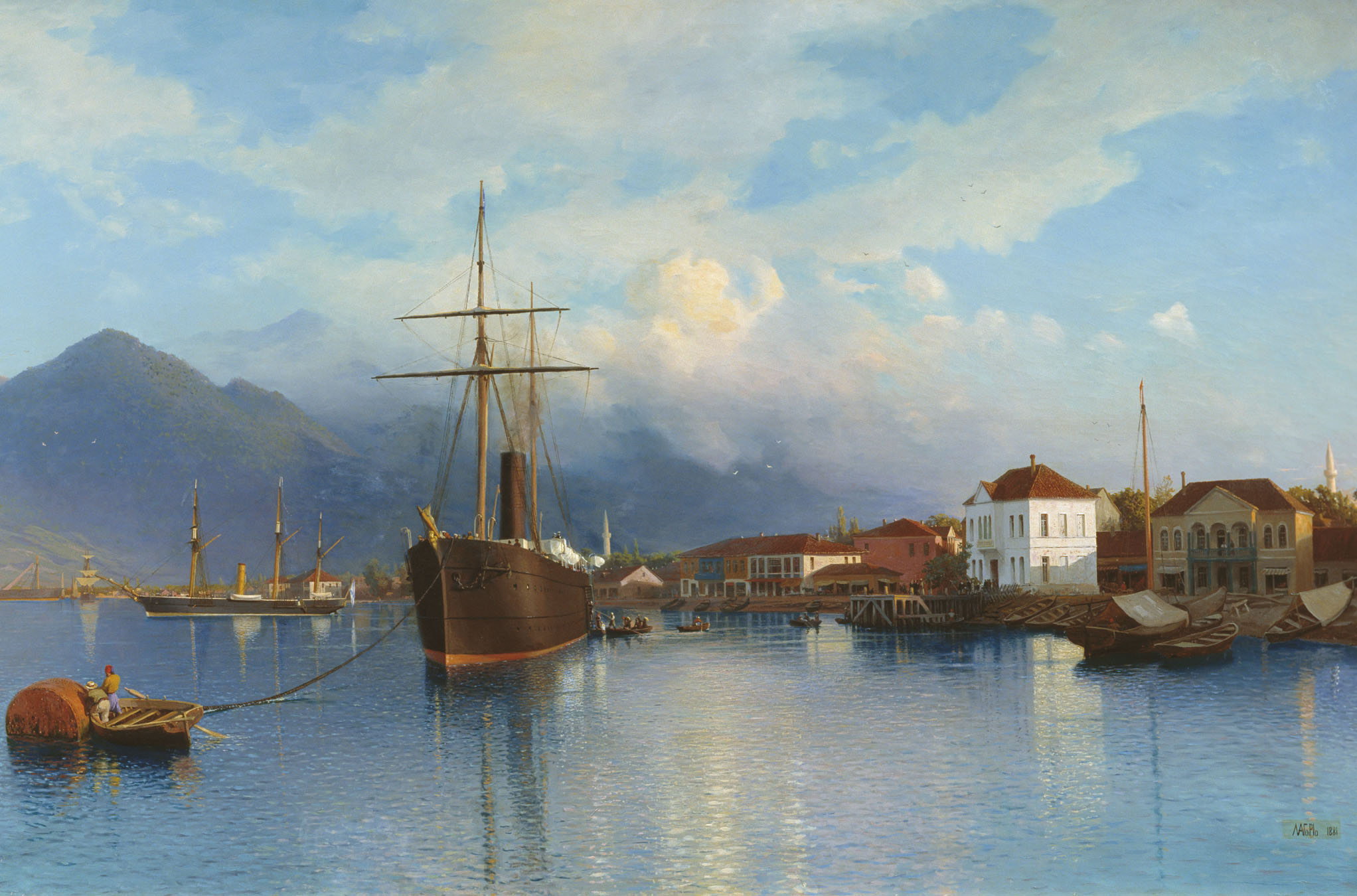
Батумі
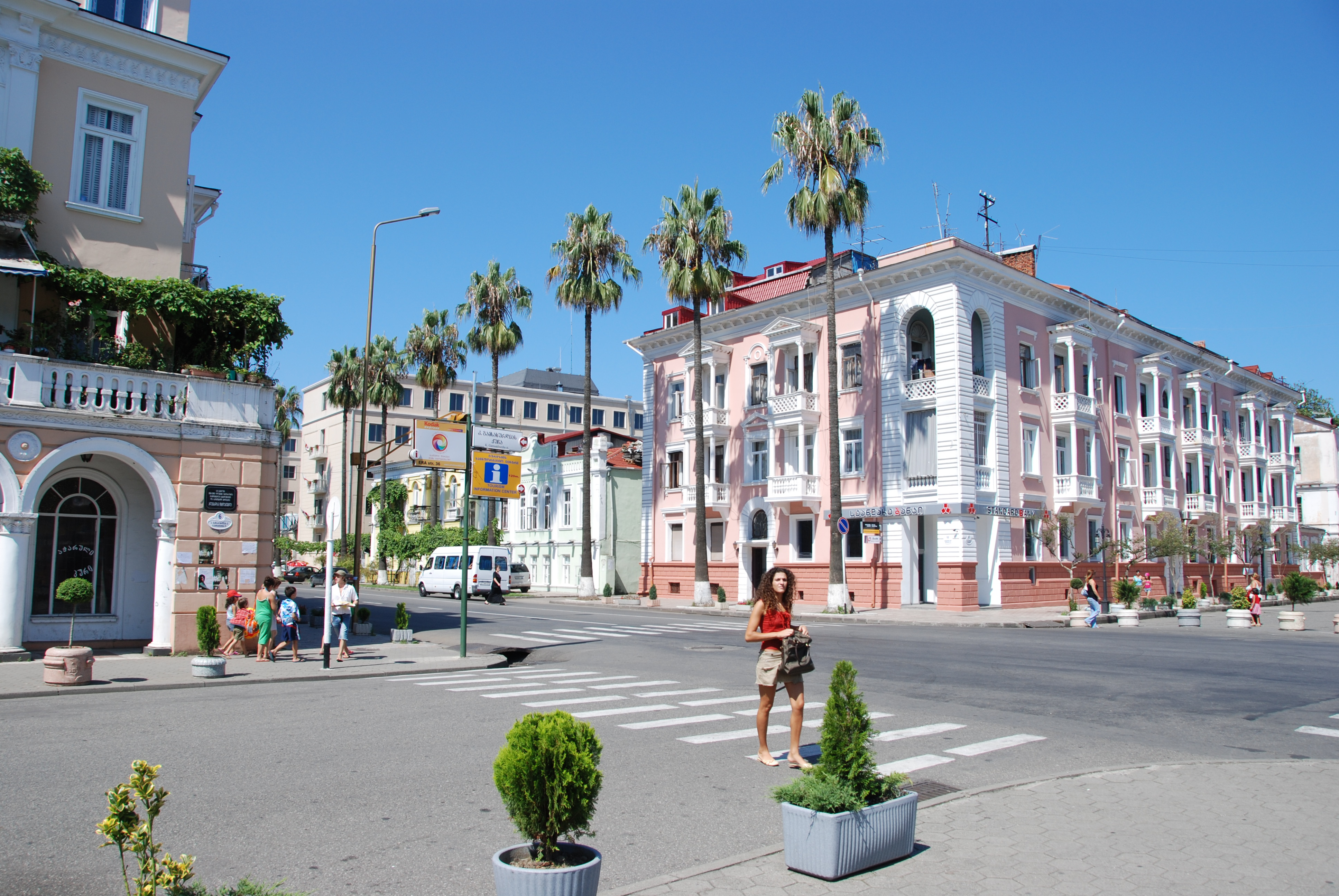
Батумі
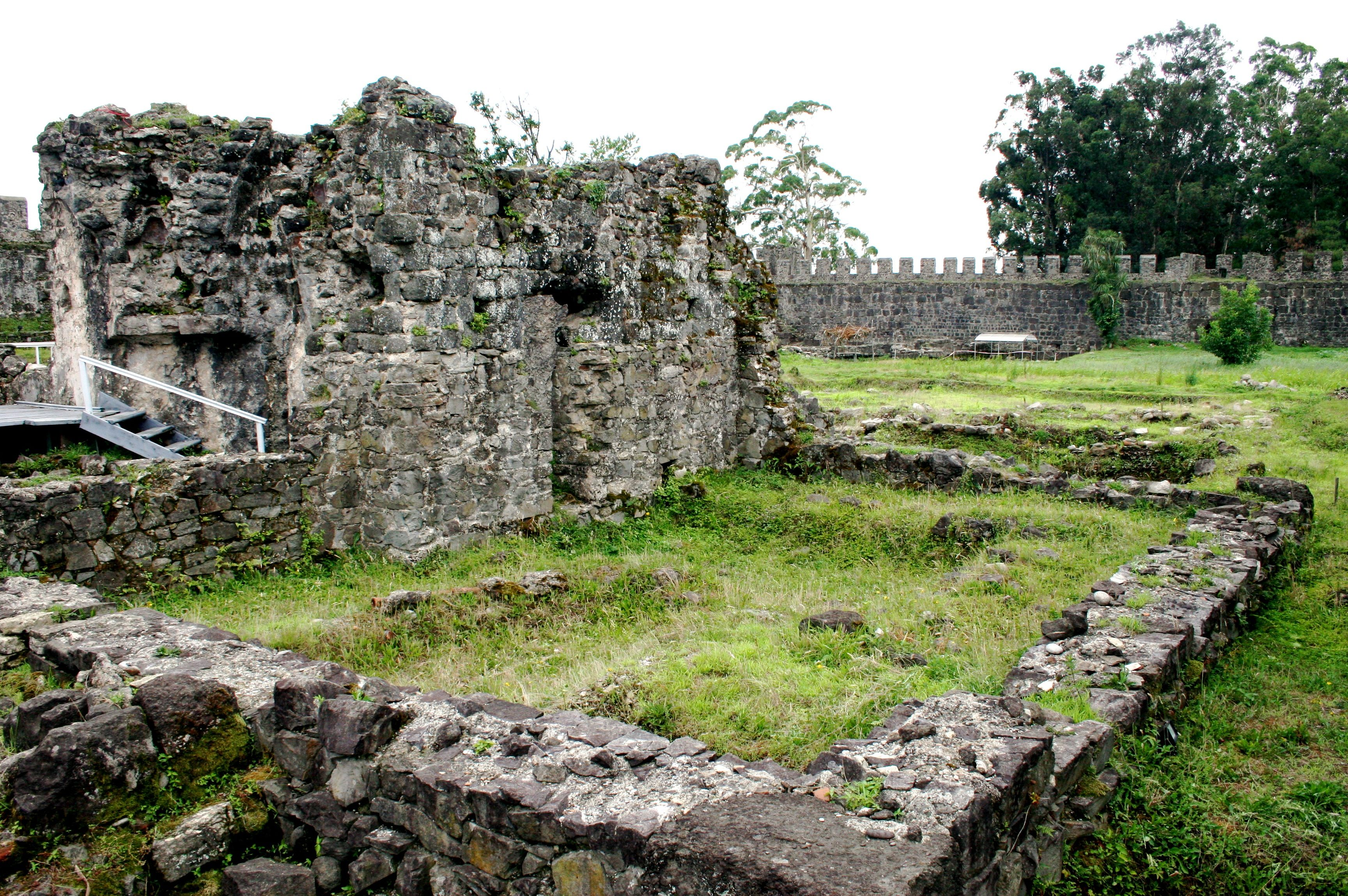
Замок Гонйо
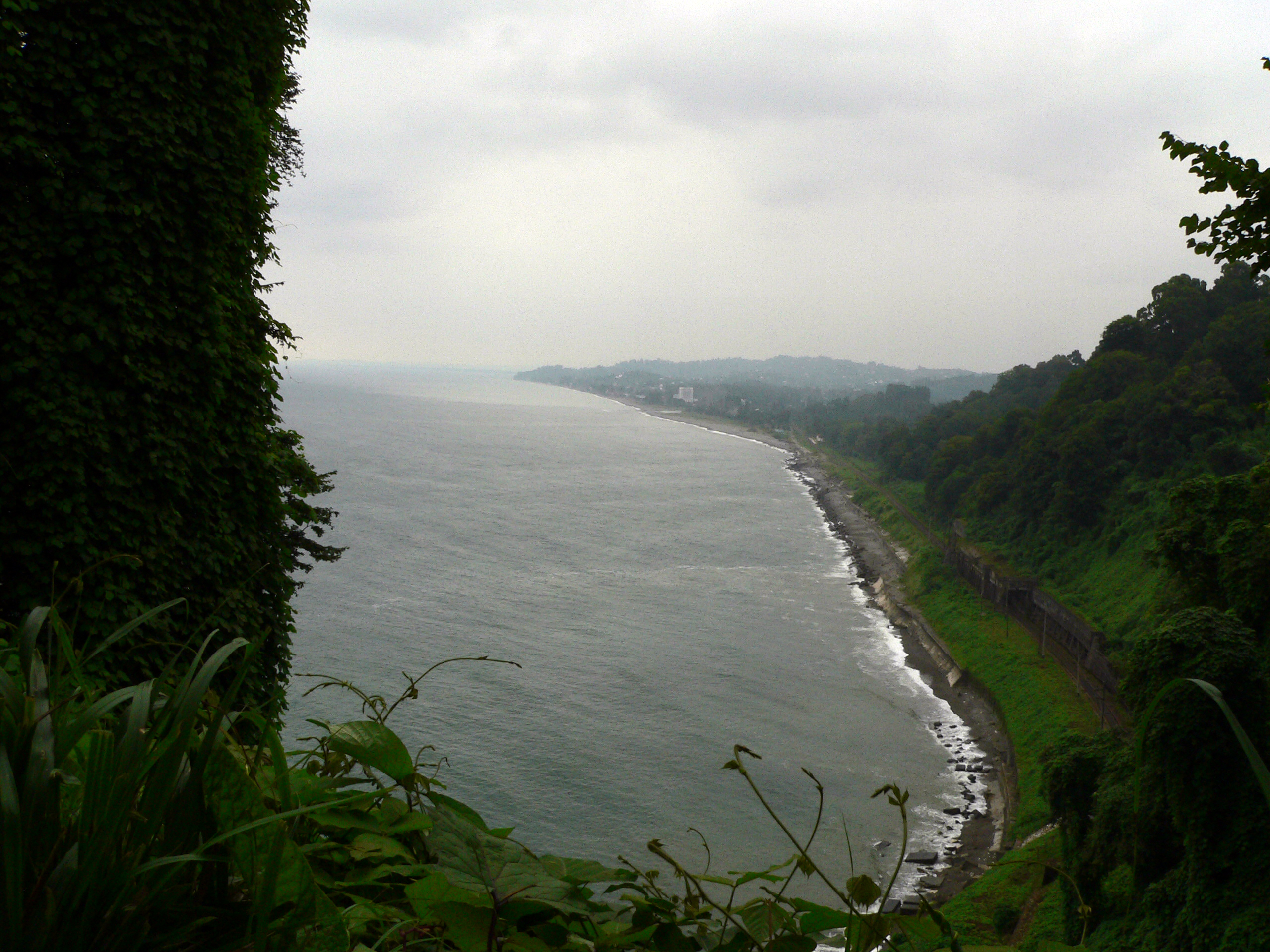
Ботанічний сад